# Trieux (Meurthe-et-Moselle)
Trieux é uma comuna francesa na região administrativa de Grande Leste, no departamento de Meurthe-et-Moselle. Estende-se por uma área de 8,62 km². Em 2010 a comuna tinha 2 614 habitantes (densidade: 303,2 hab./km²).